# 網鰕虎魚
網鰕虎魚（学名：Arcygobius baliurus），为輻鰭魚綱鱸形目鰕虎亞目鰕虎科的其中一種，為熱帶海水魚，分布於印度西太平洋，從東非至新幾內亞，北起日本海域、半鹹水域，棲息深度3-15公尺，體長可達10.2公分，棲息在沙石底質底層水域，單獨或成小群活動，生活習性不明。